# Strafantrag (Österreich)
Der Strafantrag ist im österreichischen Strafprozessrecht eine Form der Einbringung einer Anklage bei Gericht durch die Staatsanwaltschaft. Bei strafrechtlichen Verfahren vor dem Bezirksgericht oder dem Einzelrichter am Landesgericht hat die Einbringung der Anklage durch den öffentlichen Ankläger gemäß § 210 Abs 1 StPO ausschließlich in Form eines Strafantrags und nicht in Form einer Anklageschrift zu erfolgen.

## Rechtliche Erfordernisse
Der Strafantrag hat genauso wie die Anklageschrift bestimmte Angaben zu enthalten (§ 484 StPO). Hierzu zählen gemäß § 211 Abs 1 StPO insbesondere der Name des Angeklagten, die ihm vorgeworfene strafbare Handlung sowie der entsprechende Tatbestand, wobei die zur Last gelegte Tat individualisiert werden und damit klar erkennbar sein muss. Außerdem hat die Staatsanwaltschaft bereits im Strafantrag Beweismittelanträge für die Hauptverhandlung zu stellen. Anders als bei der Anklageschrift steht dem Beschuldigten beim Strafantrag keine Einspruchsmöglichkeit zu, zum Ausgleich dafür ist aber eine Prüfung des Strafantrags von Amts wegen durch das Gericht vorgesehen (§ 485 StPO), welches den Strafantrag in der Folge mittels Beschluss zurückweisen oder, im Falle einer örtlichen oder sachlichen Unzuständigkeit, diese mit einem Beschluss erklären kann. Mit dem Einbringen des Strafantrags wird der „Beschuldigte“ im Strafprozess zum „Angeklagten“.
Bei Privatanklagedelikten muss der Privatankläger jedenfalls eine Anklageschrift einbringen, selbst wenn das Verfahren vor dem Bezirksgericht oder dem Einzelrichter am Landesgericht stattfindet.

### Formaler Aufbau
In der Regel werden Strafanträge in ganz Österreich von den zuständigen Staatsanwaltschaften einheitlich gestaltet. So folgt der Überschrift „Strafantrag“ meistens die Anführung der Personalien des Beschuldigten. Anschließend daran wird das zur Last gelegte Tatverhalten individualisiert und dabei unter den von der Staatsanwaltschaft erkannten Tatbestand subsumiert. Darunter erfolgt die Erwähnung der Rechtsfolge in Form eines Spruchs. Zuletzt hat die öffentliche Anklagebehörde die weiteren Anträge zu stellen, wobei diese in der Regel unter anderem die Durchführung einer Hauptverhandlung sowie die Ladung des Angeklagten und von Zeugen beinhalten.